# 土佐信用組合
土佐信用組合（とさしんようくみあい）は、高知県土佐市に本店を置く信用組合。

## 沿革
- 1953年4月 高岡信用組合として設立。
- 1960年6月 土佐信用組合と改称。

## 店舗
2019年3月31日現在
括弧内は店舗コード

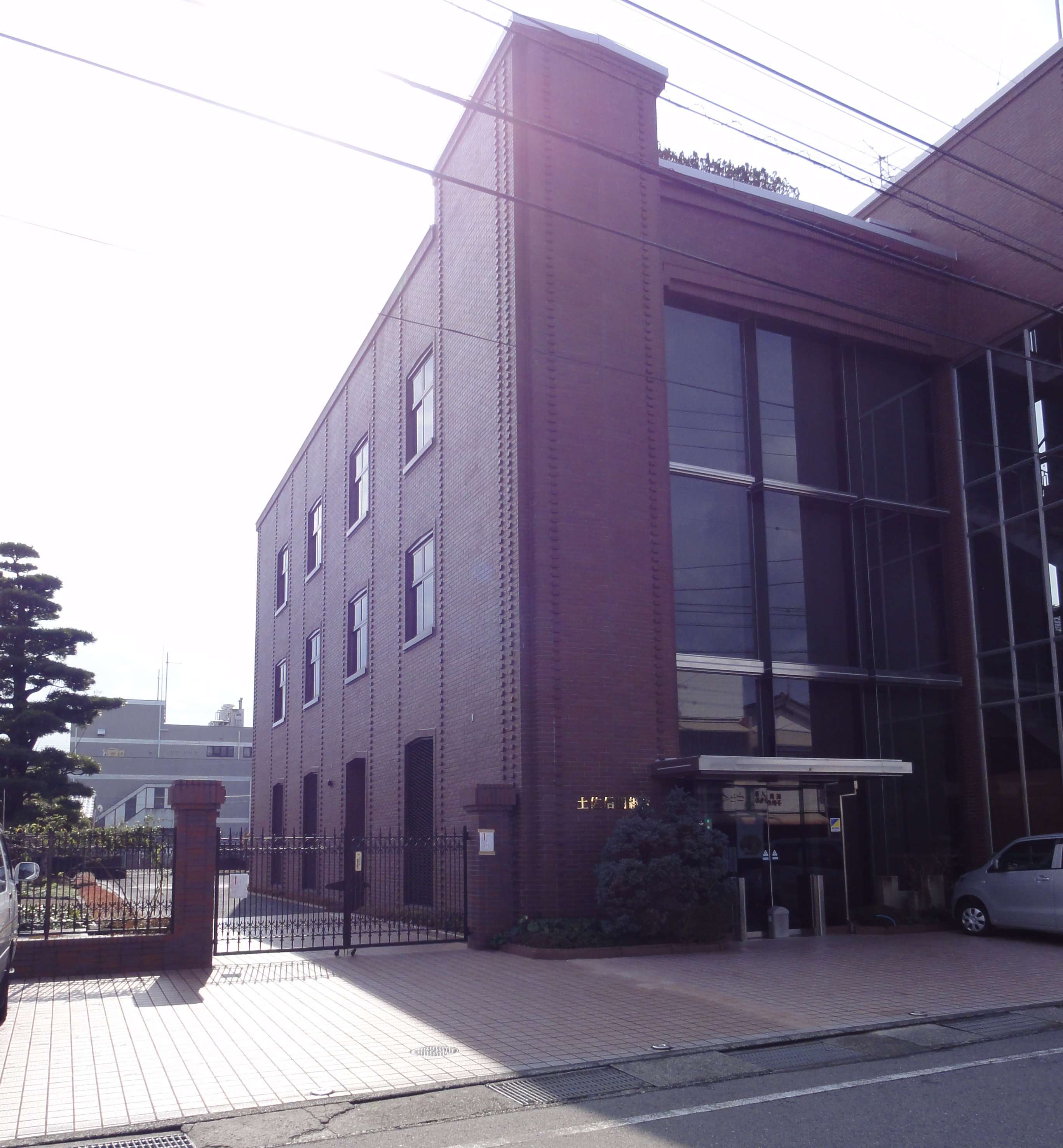
本店

- 本店（001）/高知県土佐市高岡町甲2137-1
- 宇佐出張所（002）/高知県土佐市宇佐町宇佐1689-2